# فريدريك كليفلاند سميث
فريدريك كليفلاند سميث (بالإنجليزية: Frederick Cleveland Smith)‏ هو جراح وسياسي أمريكي، ولد في 29 يوليو 1884 في شوغاركريك في الولايات المتحدة، وتوفي في 16 يوليو 1956 في ماريون في الولايات المتحدة. حزبياً، نشط في الحزب الجمهوري. وقد انتخب عمدة (يناير 1936 – يناير 1939) وانتخب عضو مجلس النواب الأمريكي.